# Museo diocesano degli ex voto della basilica della Madonna del Sangue
Il Museo diocesano degli ex voto della basilica della Madonna del Sangue è un museo di Re (provincia del Verbano-Cusio-Ossola) che raccoglie oggetti di culto e numerosi ex voto, datati a partire dal XVII secolo, testimonianza della devozione popolare all'immagine della Madonna del sangue. 
Il santuario della Madonna del Sangue deve la sua fama ad una effusione di sangue ritenuta miracolosa avvenuta nel 1494 sopra un affresco raffigurante una Madonna del latte.

## Ex voto
Nella raccolta sono esposti più di trecento ex voto dipinti su tela, alcuni dei quali sono opera di artisti locali, mentre altri vennero creati da pittori improvvisati, forse gli stessi protagonisti dell'evento raffigurato. 
Il tema iconografico comune a tutti gli ex voto è la Madonna del sangue collocata sullo sfondo della vicenda in cui i protagonisti ritengono di essere stati miracolati dalla stessa.
L'ex voto più antico conservato è del 1658 e venne offerto da un devoto che ringraziava la Madonna dalla Germania. 
Numerose sono anche le fotografie, a partire da quella più antica risalente al 1865.